# Camille François Philippe de Farcy
Pour les autres membres de la famille, voir famille de Farcy.
Camille-François-Philippe de Farcy, né le 6 octobre 1708 à Laval, seigneur de Champfleury, est un magistrat français, conseiller au parlement de Bretagne (21 novembre 1731). Il est « envoyé par lettre de cachet en sa maison de Champfleury à la suppression du parlement en 1764 ». Il est seigneur de Pontfarcy, Montavallon, Champfleury, Arquenay, la Troquerie, le Plainchesne.

## Biographie
Il est conseiller non originaire au parlement de Bretagne, le 21 novembre 1731. Il épousa, par contrat du 1er octobre 1744, Catherine-Jeanne-Charlotte-Geneviève de Fary, dame de la Bufetière.
En 1763, commence le conflit entre les États de Bretagne et le gouverneur de la province, le duc d'Aiguillon. Les États refusent de voter les impôts extraordinaires demandés par le gouverneur au nom du Roi voués au financement de la guerre de Sept-Ans. La Chalotais est un ennemi personnel du duc d'Aiguillon et, lorsque le Parlement se range aux côtés des États, il prend la tête de l'opposition. Le Parlement interdit la levée d'impôts auxquels les États n'auraient pas consenti. Le Roi fait révoquer cet arrêt, ce qui entraîne la démission de tous les membres du Parlement, sauf douze (octobre 1764 à mai 1765).
Camille François Philippe de Farcy était déjà fort malade lorsque le parlement de Bretagne fut supprimé en 1764 ; il envoya sa démission et reçut une lettre de cachet lui ordonnant de rester à Champfleury. Il était mis au courant des événements par des parents et amis par l'intermédiaire de lettres curieuses.
Il mourut le 17 septembre 1765 et elle le 23 avril 1809, laissant de leur union cinq enfants : 1° Françoise, 2° Camille, 3° Emilie, 4° Catherine et 5° François.

## Sources partielles
- Paul de Farcy, Généalogie de la famille de Farcy, Laval, Imprimerie de L. Moreau, 1891